# 田村マリ
田村 マリ（たむら　まり、生年不明 - ）は、日本の漫画家。

## 来歴・人物
1960年に、雑誌「(女学生の友) 」に「田部たい子ちゃん」を読切で連載。その後1961年より、雑誌『美しい十代』にて
『セブンティーンのマコちゃん』を連載。連載自体は1962年まで継続されたが以後の活動は不明。

## 作品
- 田部たい子ちゃん（女学生の友、1960年4月号※タムラ・マリ名義の掲載）
- セブンティーンのマコちゃん（美しい十代、1961年 - 1962年）